# Supercopa de La Liga
La Supercopa de La Liga es una competencia oficial de clubes de baloncesto de Argentina disputada entre el campeón de la Liga Nacional de Básquet y el campeón de la Copa Súper 20.

## Formato de competencia y reglamentaciones

### Reglamentaciones
- Cada partido dura cuarenta minutos divididos en cuatro cuartos de diez minutos cada uno.
- Cada equipo puede solicitar 2 tiempos muertos en la primera mitad del partido y 3 en la segunda mitad del partido.
- Entre el primer y segundo cuarto y entre el tercer y cuarto hay dos (2) minutos de descanso, entre el segundo cuarto y el tercer cuarto hay quince (15) minutos de descanso.
- En caso de igualdad al finalizar los cuatro cuartos se dispone de cuantos tiempos extras sean necesarios para desempatar la serie.

### Formato de competencia
La disputan entre el campeón de la Liga Nacional de Básquet y el campeón de la Copa Súper 20.

## Ediciones
| Temporada | Campeón                | Resultado | Subcampeón            | Entrenador campeón | MVP de la final              |
| --------- | ---------------------- | --------- | --------------------- | ------------------ | ---------------------------- |
| 2017      | San Lorenzo (LN) (TS4) | 74-67     | Regatas (SC)          | Gonzalo García     | Gabriel Deck (San Lorenzo)   |
| 2018      | San Lorenzo (LN)       | 85-84     | San Martín (C) (TS20) | Gonzalo García     | No elegido                   |
| 2021      | Quimsa (TS20)          | 88-69     | San Lorenzo (LN)      | Sebastián González | Eric Anderson Jr (Quimsa)    |
| 2022      | Instituto (LN)         | 86-81     | Quimsa (TS20)         | Lucas Victoriano   | Tayavek Gallizzi (Instituto) |
| 2023      | Quimsa (LN)            | 86-71     | Gimnasia (CR) (CS20)  | Leandro Ramella    | Nicolás Brussino (Quimsa)    |
| 2024      | Boca Juniors (LN)      | 90-75     | Quimsa (CS20)         | Gonzalo Pérez      | Martín Cuello (Boca Juniors) |

| (LN): Campeón de la Liga Nacional. (CS20): Campeón de la Copa Súper 20. (SC): Subcampeón de la Liga Nacional. | (TS4): Campeón del Torneo Súper 4. (TS20): Campeón del Torneo Súper 20. |

## Palmarés
| Equipo                        | Campeón | Subcampeón | Ediciones campeón | Ediciones subcampeón |
| ----------------------------- | ------- | ---------- | ----------------- | -------------------- |
| Quimsa                        | 2       | 2          | 2021, 2023        | 2022, 2024           |
| San Lorenzo                   | 2       | 1          | 2017, 2018        | 2021                 |
| Instituto                     | 1       | -          | 2022              | -                    |
| Boca Juniors                  | 1       | -          | 2024              | -                    |
| Regatas                       | -       | 1          | -                 | 2017                 |
| San Martín (Corrientes)       | -       | 1          | -                 | 2018                 |
| Gimnasia (Comodoro Rivadavia) | -       | 1          | -                 | 2023                 |